# Список умерших в 1113 году

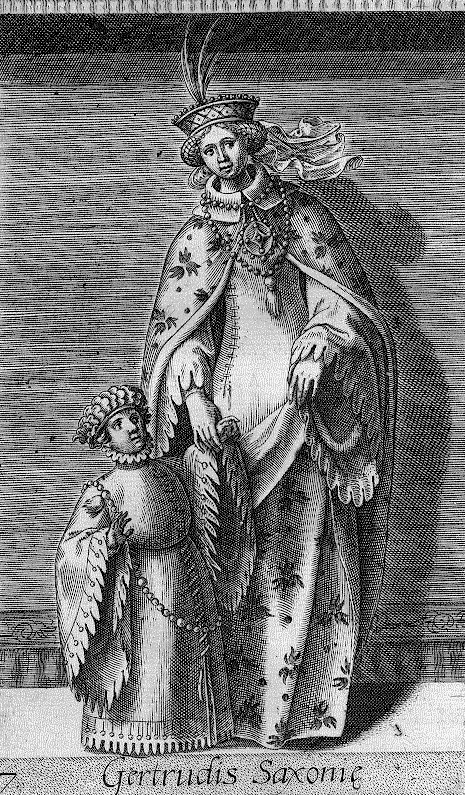
Гертруда Саксонская

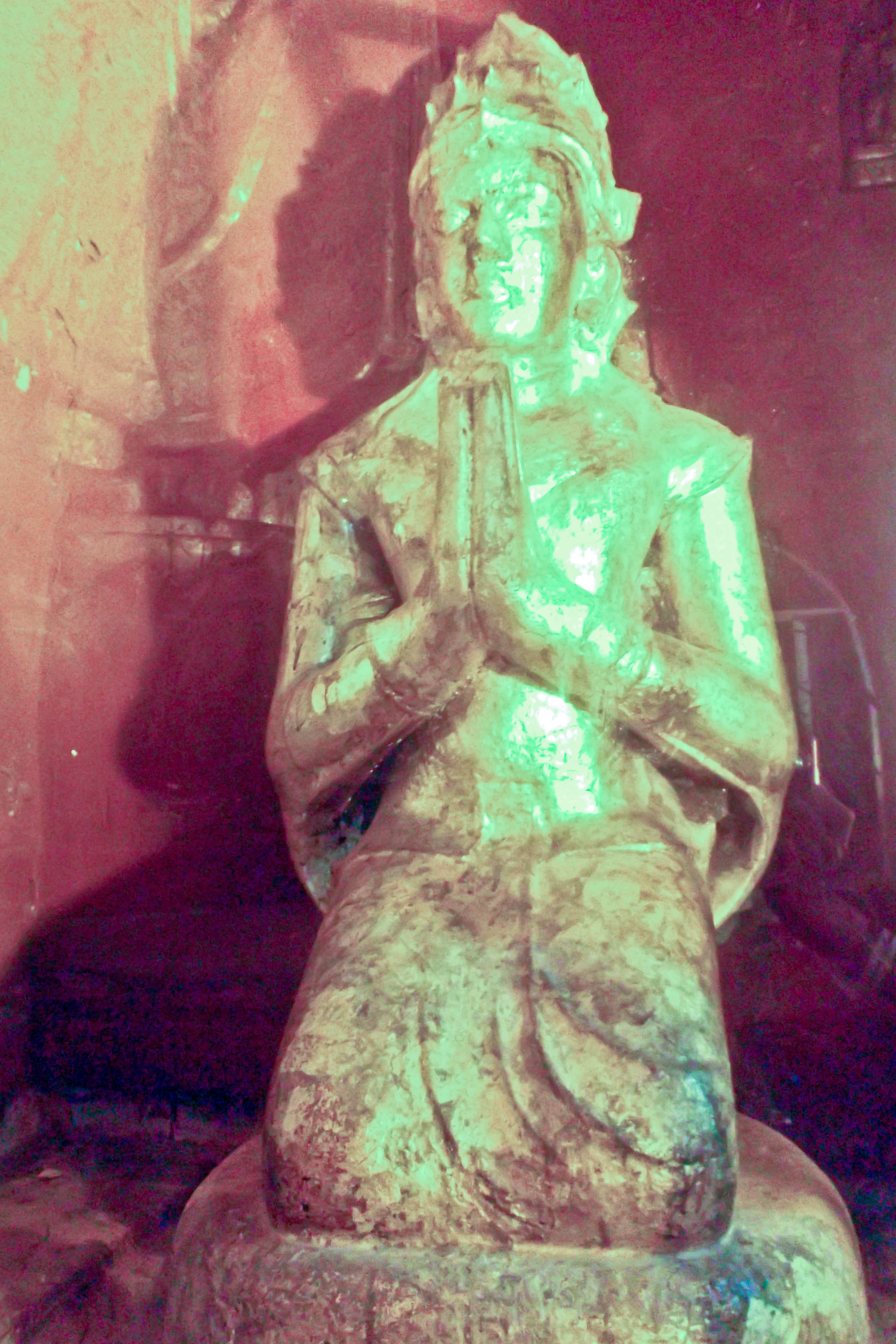
Чанзитха

В этой статье представлен список известных людей, умерших в 1113 году.
См. также: Категория:Умершие в 1113 году

## Март
- 9 марта — Зигфрид I — пфальцграф Рейнский (с 1095/1097), граф Веймара и Орламюнде (с 1112) из династии Асканиев.
- 27 марта — Олдржих — князь Брненский (1092—1097, 1101—1113),  князь Зноемский (1012—1013)

## Апрель
- 13 апреля — Ида Лотарингская — графиня-консорт Булонская, жена графа Евстахия II, святая римско-католической церкви[1].
- 16 апреля — Святополк Изяславич — князь полоцкий (1069—1071), князь новгородский (1078—1088), князь туровский (1088—1093), Великий князь киевский (1093—1113)

## Май
- 8 мая — Роберт де Беллем — англонормандский аристократ, активный участник борьбы за власть после смерти Вильгельма Завоевателя, крупнейший и наиболее влиятельный барон Нормандии.

## Август
- 4 августа — Гертруда Саксонская — графиня—консорт Голландии (1049—1061), жена Флориса I; графиня-консорт Фландрии (1071—1093), жена Роберта II

## Дата неизвестна или требует уточнения
- Айкард[англ.] — архиепископ Арля (1070—1080, 1107—1113)
- Мухаммад аль-Баласагуни — ханафитский правовед, толкователь Корана, хадисовед.
- Барзег I[англ.] — Католикос армянской апостольской церкви (1105—1113)
- Бернар III — граф Бигора (с 1090).
- Дхараниндраварман I (Параманишкалапада) — правитель Камбуджадеши (1107—1113)
- Фахр аль-Мульк Радван[англ.] — сельджукский султан Алеппо (1095—1113)
- Жирар I — участник Первого крестового похода, граф Руссильона (1102 − 1113). Убит
- Императрица Лиу[англ.] — императрица-консорт Китая (1099—1100) периода империи Сун, жена императора Чжэ-цзуна
- Мавдуд ибн Алтунтегин — туркменский военачальник, служивший великим сельджукам; вали Мосула (1108—1113).
- Одо Камбрейский — католический богослов, святой римско-католической церкви[2].
- Оттон II — сеньор с 1062 и первый граф Цюфтена (1101—1113)
- Чанзитха[англ.] — король Пагана (1084—1113)